# 長野県水産試験場

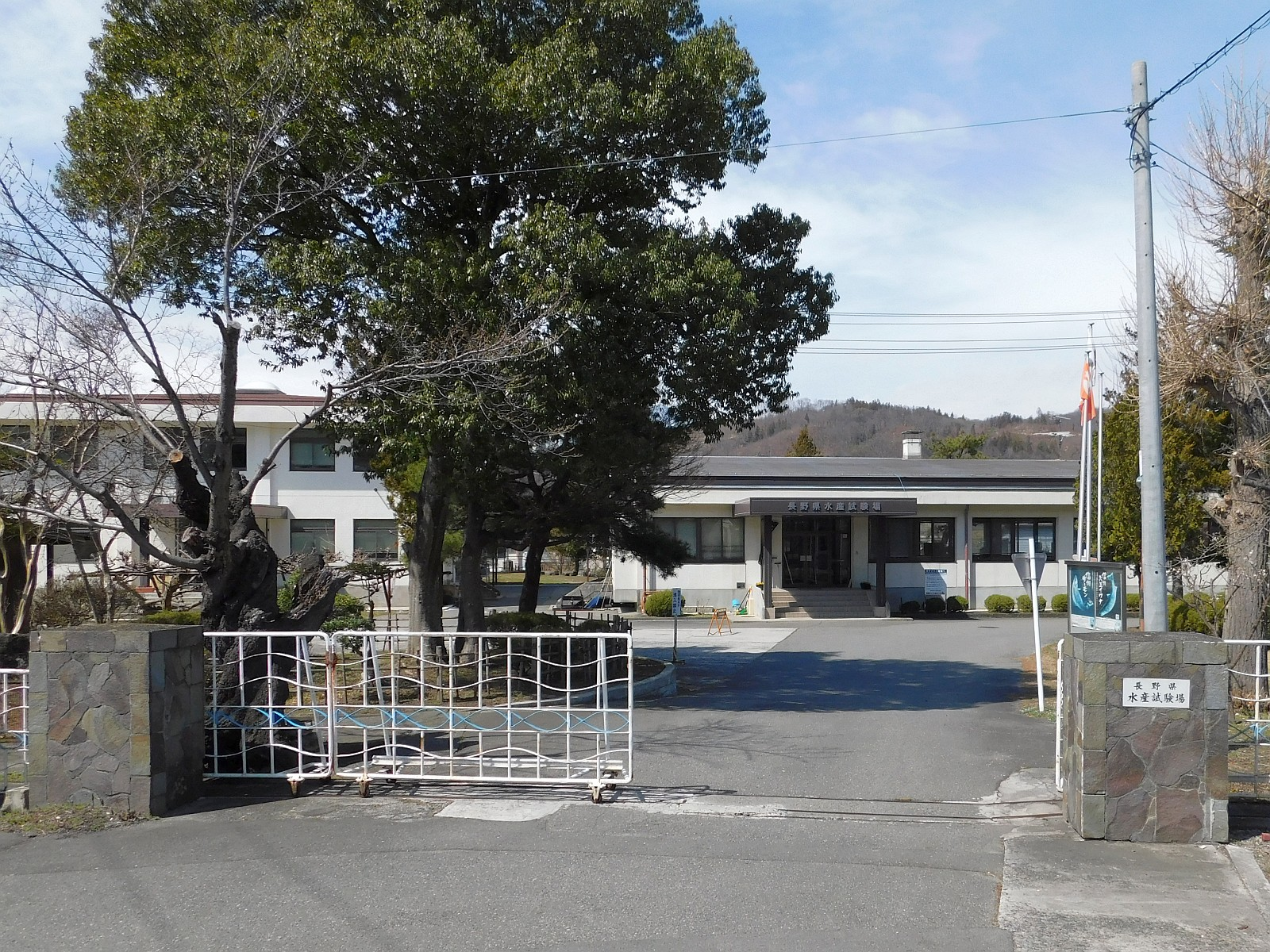
長野県水産試験場本場の正門

長野県水産試験場（ながのけんすいさんしけんじょう）は、長野県における水産業の研究・指導を目的として設置された県立の総合的研究機関。同県安曇野市に本場があり、諏訪郡下諏訪町と佐久市に支場、木曽郡木曽町に試験地がある。

## 概要
大正初期から犀川流域には大規模な発電所の建設が進み、河川における水産資源の人工増殖を図る目的で現在の本場が建設され、ニジマスやイワナ養殖の技術研究と採卵孵化事業、新品種作出事業を長年行ってきた。諏訪支所は諏訪湖における生け簀漁業の指導、ワカサギの採卵孵化事業、寒天の研究、佐久支所はコイの新飼料などの研究、木曽試験地はヤマメの孵化研究などを主に行ってきた。

## 沿革
本場
- 大正15年（1926年） - 長野県営犀川ふ化場として東筑摩郡中川手村（現・安曇野市）に設置[2]
- 昭和3年（1928年） - 長野県明科魚類増殖場と改称
- 昭和11年（1936年） - 養魚池及び庁舎・附属建物をに新設
- 昭和13年（1938年） - 長野県水産指導所と改称
- 昭和20年（1945年） - 長野県明科水産指導所と改称
- 昭和22年（1947年） - 長野県水産指導所と改称
- 昭和55年（1980年） - 押野試験池を東筑摩郡明科町七貴（現・安曇野市）に新設
- 昭和56年（1981年） - 長野県水産試験場と改称し、魚病指導総合センターを新設

諏訪支場
- 昭和15年（1940年） - 長野県水産試験場（現諏訪支場）を下諏訪町下の原に設置[2]
- 昭和20年（1945年） - 長野県諏訪水産指導所と改称
- 昭和22年（1947年） - 長野県水産指導所諏訪支所と改称
- 昭和36年（1961年） - 寒天検査研究所を茅野市宮川に設置
- 昭和56年（1981年） - 長野県水産試験場諏訪支場と改称
- 昭和58年（1983年） - アユ種苗センターを新設
- 平成4年（1992年） - 寒天検査研究所を廃止し、業務を諏訪支場へ移管

佐久支場
- 昭和19年（1944年） - 南佐久郡野沢町跡部（現・佐久市）に設置[2]
- 昭和20年（1945年） - 長野県諏訪水産指導所佐久ふ化場と改称
- 昭和22年（1947年） - 長野県水産指導所同佐久支所と改称
- 昭和45年（1970年） - 現在地に移転
- 昭和56年（1981年） - 長野県水産試験場佐久支場と改称

木曽試験地
- 昭和12年（1937年） - 木曽川ふ化場（現木曽試験地）を木曽郡木曽福島町川上（現・木曽町）に設置[2]
- 昭和22年（1947年） - 長野県水産指導所木曽川ふ化場と改称
- 昭和56年（1981年） - 長野県水産試験場木曽川ふ化場と改称
- 昭和60年（1985年） - 木曽試験地と改称
- 昭和63年（1988年） - 現在地に移転

## 主な実績
- シナノユキマス
- 信州サーモン
- 信州大王イワナ

## 現在の主要研究対象生物
- ブラックバス
- アユ
- ニジマス
- 信州サーモン
- ワカサギ
- ウグイ
- フナ
- ヤマトイワナ
- ニッコウイワナ

## 試験場
- 本場 安曇野市明科中川手2871番地（北緯36度21分11.6秒 東経137度55分30.5秒 / 北緯36.353222度 東経137.925139度）
- 諏訪支場 諏訪郡下諏訪町6188番地10（北緯36度4分2.9秒 東経138度5分41秒 / 北緯36.067472度 東経138.09472度）
- 佐久支場 佐久市大字高柳282番地（北緯36度12分48.5秒 東経138度29分0.2秒 / 北緯36.213472度 東経138.483389度）
- 木曽試験地 木曽郡木曽町新開字正ノ平127番地238（北緯35度50分33.3秒 東経137度46分19.7秒 / 北緯35.842583度 東経137.772139度）